# Valsølille Sø
Valsølille Sø er en 209 hektar stor sø  syd for herregården Skjoldenæsholm og nordvest for Jystrup i  Ringsted Kommune på Sjælland. Den er lavvandet med en middeldybde på kun 60 cm med maksimal dybde på 2,9 meter. Midt i søen ligger en relativt stor ø på 21,6 ha. På et næs ved  nordbredden ligger voldsteddet for det oprindelige Skjoldenæsholm.
Søen har tidligere været stærk forurenet af udledninger fra de omkringliggende bebyggelser, herunder landbrug med husdyrhold. Disse er nu ophørt, men søen er stadig eutrofieret som følge af udledningerne.
Søen er den del af Natura 2000-område nr. 146 Hejede Overdrev, Valborup Skov og Valsølille Sø.